# Degen
Pour les articles homonymes, voir Degen (homonymie).
Degen (, allemand : Igels) est une localité et une ancienne commune suisse du canton des Grisons, située dans la région de Surselva.

## Histoire
Le 1er janvier 2013, la commune a fusionné avec Cumbel, Lumbrein, Morissen, Suraua, Vignogn, Vella et Vrin pour former la nouvelle commune Lumnezia.